# Генц Поло
Генц Поло (алб. Genc Pollo; нар. 7 квітня 1963, Тирана) — албанський історик і політик.

## Біографія
У 1986 році він закінчив історичний факультет Тиранського університету і почав працювати в Академії наук Албанії. У 1988 він отримав стипендію від австрійського уряду, що дозволило йому навчатись в аспірантурі Віденського університету.
У 1991 він став брати участь у політичній діяльності, був одним із засновників Демократичної партії Албанії і першим прес-секретарем партії. Після перемоги ДПА на виборах 1992 року був радником з питань освіти та закордонних справ Президента Албанії Салі Беріши, він також працював віце-президентом Албанської атлантичної асоціації. У 1996 році вперше отримав мандат члена парламенту (входив до складу парламентського Комітету у закордонних справах).
З 2001 року керує Новою демократичною партією, яка у 2005 році увійшла до складу правоцентристської коаліції, яка перемогла на парламентських виборах. У новому уряді очолив Міністерство освіти і науки, провівши декілька важливих реформ (введення єдиного державного диплому середньої школи; лібералізація ринку шкільних підручників; початок реформи університетів, відповідно до Болонського процесу. У 2008–2009 він обіймав посаду заступника Прем'єр-міністра Албанії. Після виборів у 2009 році став Міністром інновацій, інформаційних та комунікаційних технологій, залишив посаду у 2013.
Одружений, має двох дітей.